# Klara Lidén
Klara Lidén, född 1979 i Stockholm, är en svensk installations-, video- och performancekonstnär, bosatt och verksam i Berlin.
Klara Lidén utbildade sig i arkitektur vid Kungliga Tekniska högskolan i Stockholm 2000-2004 samt i fri konst vid Universität der Künste i Berlin 2002 och Konstfack i Stockholm 2004-2007.
Klara Lidén hade sin första soloutställning på Reena Spaulings Fine Art i New York i januari 2005. Året därpå deltog hon på Berlinbiennalen. Hon deltog i huvudutställningen på den 54:e  Venedigbiennalen 2011 och mottog i samband med det juryns "speciella omnämnande".